# 1457 Анкара
1457 Анкара (1937 PA, 1933 SA, 1934 XG, 1936 FL1, 1943 YD, 1966 BG, 1457 Ankara) — астероїд головного поясу, відкритий 3 серпня 1937 року.
Тіссеранів параметр щодо Юпітера — 3,344.